# هوهنار
هوهنار (به آلمانی: Hohenahr) یک شهر در آلمان است که در لان-دیل واقع شده‌است. هوهنار ۵٬۰۴۸ نفر جمعیت دارد.